# Manon Morançais
Pour les articles homonymes, voir Morançais.
Manon Morançais, née le 2 avril 2001 au Mans, est une tumbleuse française.
Aux Championnats d'Europe 2021 à Sotchi, elle remporte la médaille d'or en tumbling par équipes avec Candy Brière-Vetillard, Maëlle Dumitru-Marin et Lucie Tumoine ; il s'agit du premier titre de la France dans cette discipline depuis les Championnats d'Europe 2000 à Eindhoven.
Elle est médaillée de bronze en tumbling par équipes avec Candy Brière-Vetillard, Maëlle Dumitru-Marin et Émilie Wambote aux Championnats du monde 2022 à Sofia puis médaillée d'argent en tumbling par équipes avec Candy Brière-Vetillard et Maëlle Dumitru-Marin aux Championnats d'Europe 2024 à Guimarães.